# Sandudds paviljong

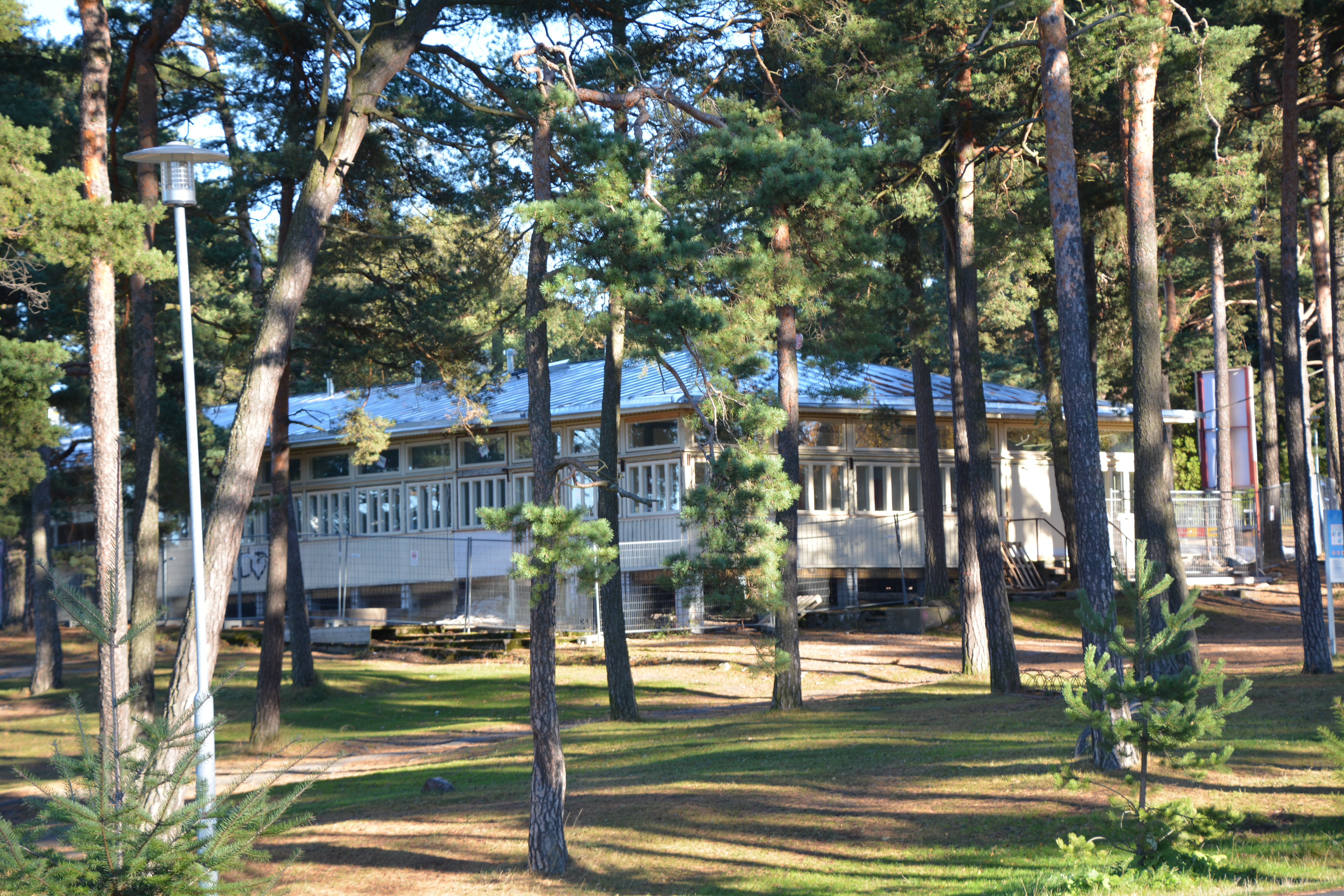
Sandudds paviljong, 2015, före restaurering.

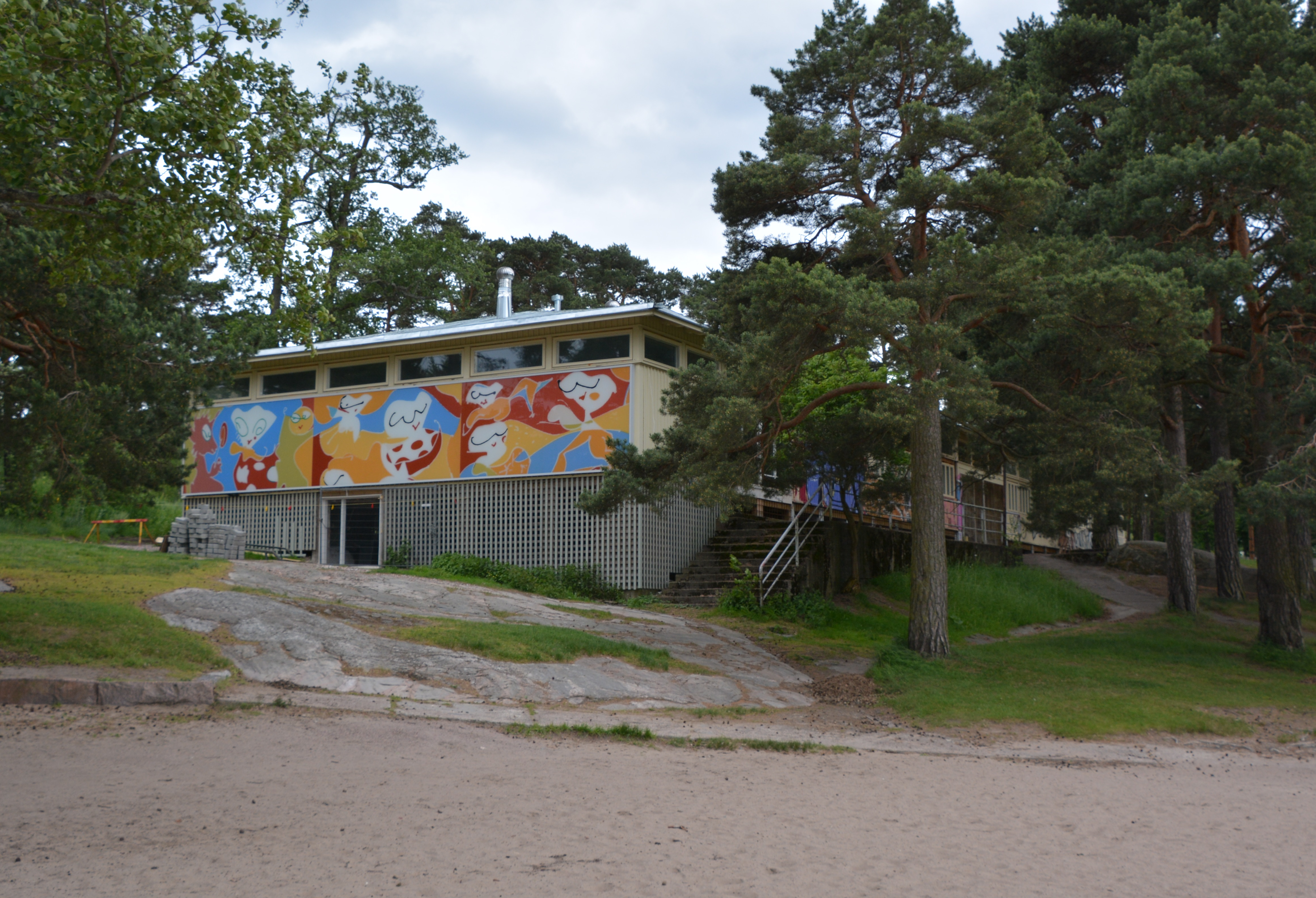
Sandudds paviljong 2016, efter restaurering.

Sandudds paviljong  (finska: Hietsun paviljonki) är en tidigare omklädningspaviljong vid Sandstrand (Sandudds badstrand) i  Främre Tölö i Helsingfors.
Träpaviljongen i ett plan ritades 1930 av stadsarkitekten Gunnar Taucher (1886-1941). Den var ursprungligen avsedd som omklädningslokal för badande på den allmänna badstranden, men byggdes om på 1950-talet och användes därefter också som sommarkafé fram till 2010. Den var därefter under många år rivningshotad, men räddades till slut från rivning genom ett beslut i Helsingfors stads fastighetsnämnd i november 2012, och har sedan restaurerats i regi av den ideella föreningen Töölön kaupunginosat - Tölö r.f. (Tölö-föreningen) och fastighetsbolaget Töölön Kylätalo Hietsu till en beräknad kostnad av 700.000-800.000 euro. Den togs åter i bruk i januari 2016 för att användas för gemenskapslokaler och för kontor.
Norra långsidan på paviljongen har utsmyckats med den 12,5 meter långa och 2,5 meter höga målningen Without too much thinking av Riitta Nelimarkka på temat "liv i hav". Den invigdes i mars 2016.
Byggnaden är i ett plan och har en golvyta på 575 kvadratmeter.